# کینگستون، شهرستان آدامز، ایلینوی
کینگستون (به انگلیسی: Kingston) یک منطقهٔ مسکونی در ایالات متحده آمریکا است که در شهرستان آدامز، ایلینوی واقع شده‌است. کینگستون ۲۴۶٫۸۹ متر بالاتر از سطح دریا واقع شده‌است.